# Ceramica clazomenia
La ceramica clazomenia è una classe della ceramica greco-orientale prodotta nella Ionia del Nord (a Clazomene), tecnicamente vicina alla ceramica attica a figure nere, ma dotata di carattere prevalentemente decorativo e sostanzialmente autonomo. Sviluppatasi dallo stile a figure nere del tardo stile delle capre selvatiche è datata a partire dal terzo quarto del VI secolo a.C. e sembra proseguire fino al suo termine.
L'argilla della ceramica clazomenia è di un marrone più chiaro rispetto a quella attica e negli esemplari più antichi può essere ricoperta da un ingubbio biancastro; la pittura è nera e brillante come quella attica ma si presenta talvolta virata al rosso. Le aggiunte porpora e bianche sono frequenti e similmente all'uso corinzio il bianco può essere steso direttamente sull'argilla e usato più liberamente rispetto ai modelli attici, fino al suo impiego per la colorazione delle carni maschili. Le figure umane si trovano nel campo principale, gli animali sono relegati ai campi secondari. Del Wild Goat Style resta poco, ma sono presenti legami stilistici con la ceramica chiota e con la ceramica di Fikellura.

## Il gruppo di Tubinga
Si tratta del gruppo più antico, datato, tramite confronti stilistici, tra 560 e 540 a.C. ed è costituito da vasi di grandi dimensioni: anfore, impreziosite con decorazioni a stampo, pyxides, testimoniate solo da frammenti, crateri e dinoi. Alcuni di questi vasi recavano teste femminili plastiche ai lati delle maniglie, una pratica derivata dalla ceramica chiota. La decorazione copre l'intera superficie esterna del vaso con il campo figurato principale costituito da file di donne che danzano tenendosi per mano o da sfilate di carri e cavalieri. I campi secondari si trovano sul collo, sulla spalla e sotto il campo principale sul ventre; le figure più frequenti sono sirene, sfingi, gru alternate in bianco e nero, oppure cigni o galli o altri animali derivati dallo stile delle capre selvatiche, spesso in posizione araldica con al centro un elemento vegetale di derivazione attica. L'ornamento di riempimento è assente e i campi sono frequentemente divisi da fasce con mezzelune in bianco, o bianco e porpora alternati, su fondo nero. Clazomene e Smirne sono i principali luoghi di ritrovamento per questo gruppo.

## Il gruppo di Petrie
Questo gruppo comprende il primo ritrovamento di ceramica clazomenia, effettuato da W. M. Flinders Petrie nel 1886 a Tell Defenneh, in Egitto, e in gran parte confluito al British Museum, più altri reperti restituiti dai siti di Naucrati, Clazomene e Smirne. Il gruppo, datato tra il 540 a.C. e il 520 a.C., deriva da quello di Tubinga ma ha un carattere più originale e allo stesso tempo più vicino ai modelli attici. La compattezza dell'insieme suggerisce la provenienza da un unico laboratorio o da un unico ceramista, il cosiddetto Pittore di Petrie. La forma più frequente all'interno del gruppo è un'anfora sottile, simile all'anforisco di Fikellura, ma vi si trovano anche anfore di forma più comune e dinoi. L'anfora ha il labbro scanalato ma non presenta le modanature del gruppo di Tubinga e anche la decorazione è più sobria; particolare accuratezza viene impiegata nell'utilizzo dei contrasti cromatici. Il labbro è verniciato di scuro, il collo ha una figura solitaria su ogni lato. Nel campo principale si trovano processioni di donne ammantate, satiri e menadi, giovani a cavallo, scene di battaglia, uomini in processione e comasti. Il campo secondario al di sotto del campo principale può contenere sfingi, sirene, animali o comasti.

## Il gruppo di Urla
Contemporaneo ma qualitativamente inferiore al gruppo di Petrie ne condivide alcuni aspetti stilistici. Le forme più comuni sono le anfore larghe e le hydriai, seguite da crateri e dinoi. Il sistema decorativo delle hydriai, delle quali ci resta un esemplare integro, si presenta nel modo seguente: collo dipinto in nero, spalla con una fascia di sirene, animali o rami di mirto, grande campo figurato sul ventre e, sotto questo, superficie nuovamente verniciata di nero. Sulle anfore il campo principale occupa spalla e gran parte del ventre. I soggetti più comuni sono processioni di donne con mantello o danzanti, scene di comasti, satiri o cavalieri; la parte inferiore è decorata con raggi e il collo con una palmetta. La particolarità del gruppo di Urla consiste nella scelta di integrare i soggetti decorativi con scene mitologiche. Il gruppo è stato riscontrato negli scavi di Tell Defenneh, Naucrati, Clazomene, Smirne; alcuni frammenti provengono da Thera e dalla costa settentrionale del Mar Nero.

## Il gruppo di Knipovitch
È un gruppo compatto, datato tra il 530 a.C. e il 510 a.C., formato principalmente da anfore con labbro e collo dipinti di nero, pannello figurato sul ventre e al di sotto di questo fasce dipinte. Nel pannello si trovano poche figurazioni standard tra le quali una notevole protome di cavallo alato con piume dipinte in bianco e porpora.